# 楊綜
杨综（?—?），字初伯，曹魏政治人物。
杨综开始事奉曹爽，担任主簿。司马懿发动政变，他进言曹爽，不赞成免职让权，说：“主公挟主握权，现在要舍弃这些，以至东市问斩吗？”曹爽不从。事后有司上奏说，杨综劝导曹爽谋反。司马懿说“各为其主也”，不予追究。进杨综官为尚书郎。干宝《晋纪》说曹爽被诛杀後，司马懿任命杨综为安东参军。杨综后为安东将军司马昭的长史。